# نوفو بردو
نوفو بردو (السيريلية الصربية : Ново Брдо)، أو Novobërda أو أرتانا ((بالألبانية: Novobërdë)‏ أو Artanë)، هي مدينة وبلدية تقع في مقاطعة بريشتينا في كوسوفو. في عام 2015، كان عدد سكان المدينة 9670 نسمة.
بعد اتفاقية بروكسل لعام 2013، أصبحت البلدية جزءًا من مجتمع بلديات الصرب.

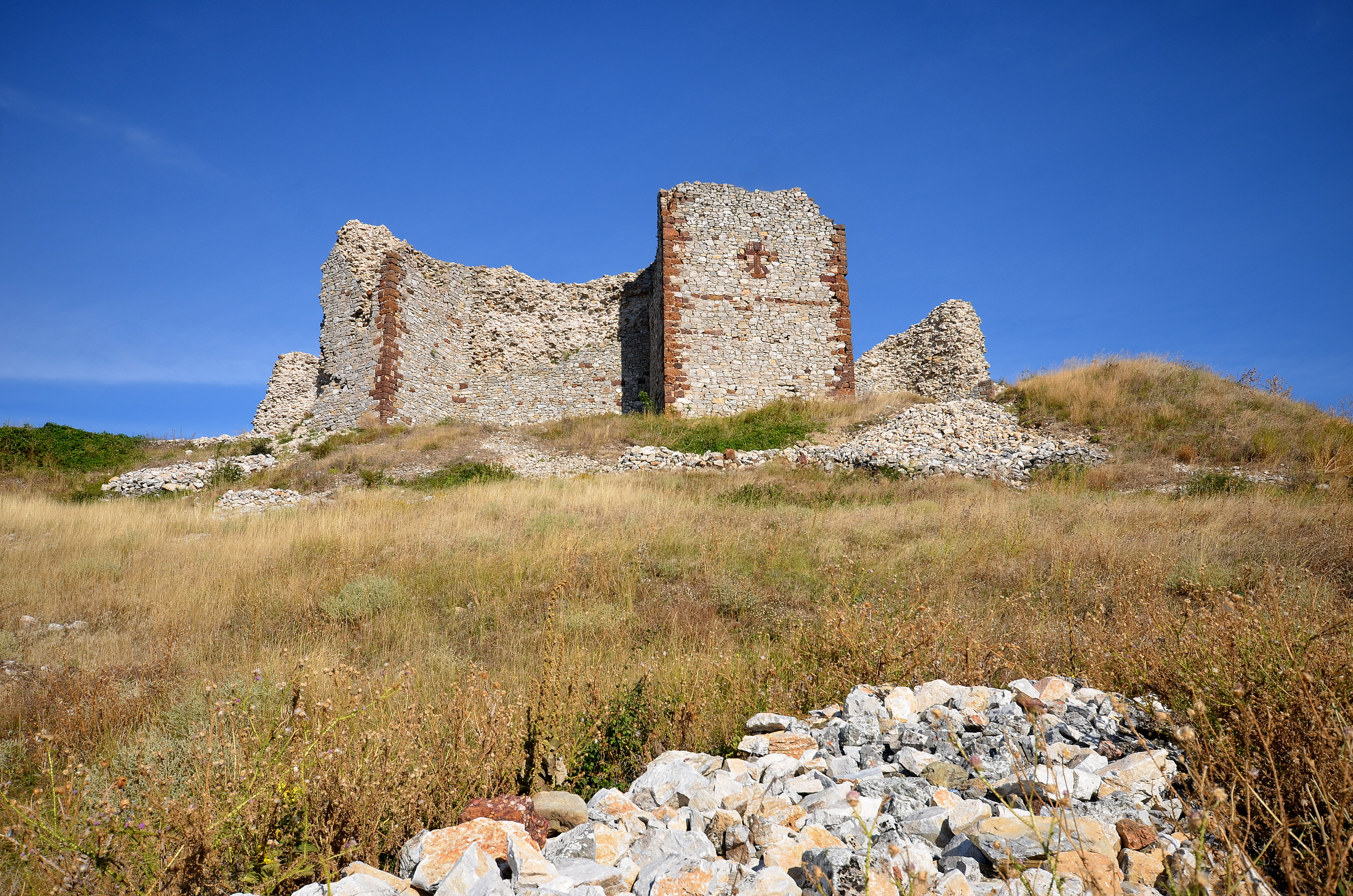
حصن نوفو بردو الذي بناهُ الملك الصربي ستيفان ميلوتين.

## التركيبة السكانية
وفقًا لآخر تعداد رسمي تم في عام 2011، بلغ عدد سكان مدينة نوفو بردو 6729 نسمة. وفي تقرير عام 2015 الصادر عن منظمة الأمن والتعاون في أوروبا، بلغ عدد سكان بلدية نوفو بردو 9670 نسمة، بما في ذلك النازحون داخليًا.  تشمل بلدية نوفو بردو المدينة و31 قرية.

### المجموعات العرقية
تضم بلدية نوفو بردو العديد من المجموعات العرقية، حيث يُشكل الصرب (60 ٪) والألبان (39 ٪) إضافة إلى وجود أقليات أخرى.
التكوين العرقي لبلدية نوفو بردو، مع احتساب النازحين:
| المجموعة العرقية | تعداد 1991 | تعداد 2011 | تقديرات 2015 |
| ---------------- | ---------- | ---------- | ------------ |
| الصرب            | 2،666      | 3،122      | 5،802        |
| الألبان          | 1،845      | 3،524      | 3771         |
| الغجر            | -          | 66         | 97           |
| الآخرين          | 100        | 14         | -            |
| المجموع          | 4،611      | 6،729      | 9670         |

## روابط خارجية
- بلدية نوفو بردو
- "OSCE municipal profile of Novo Brdo" (PDF). مؤرشف من الأصل (PDF) في 2019-09-16.  أبريل 2008.
- القلعة في نوفو بردو